# 말레이시아 요리

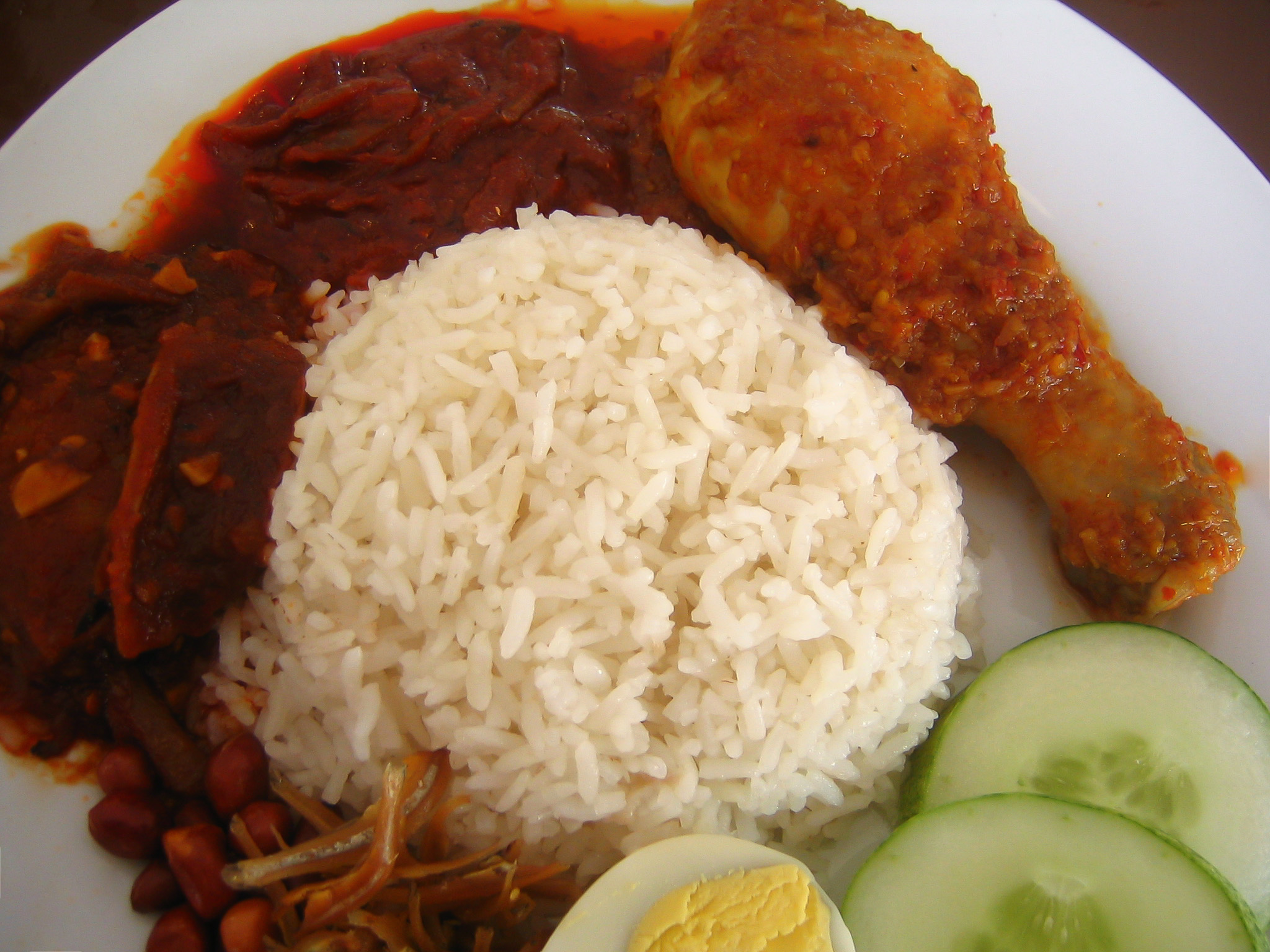
나시 르막

말레이시아 요리(Malaysia 料理, 말레이어: masakan Malaysia 마사칸 멀레시아[*])는 동남아시아에 있는 말레이시아의 요리이다. 말레이시아의 다양한 민족 문화를 반영한다. 말레이시아의 여러 민족은 각기 자기들만의 음식문화를 가지고 있으나 많은 요리가 다양한 민족문화의 융합체라고 할 수 있다. 같은 요리를 할지라도 그 준비는 지역마다 다르다. 준비에 따라 맛과 장식이 달라질 수 있지만 그 재료는 대체로 같다.
말레이시아는 주로 삼대민족이 있고 바로 말레이, 중국계, 인도계이다. 나머지는 도말레이시아의 원주민과 믈라카주의 바바와 녀냐. 역사적인 이주 때문에 말레이시아의 요리는 삼대민족의 혼합인데 주변 나라에서도 영향을 받아왔다. 그렇기 때문에 말레이시아의 음식은 다양화된다.

## 재료

### 주식
말레이시아는 다른 동남아 국가와 마찬가지로 쌀이 주식이다. 주로 먹는 쌀은 지역마다 다양성을 띠며 태국에서 온 향기쌀도 있다. 질좋은 인도산 바스타미는 특유의 길쭉한 결과 향기, 은은한 맛 때문에 비르야니에 쓰인다. 일본산 음식도 말레이시안의 새로운 입맛에 따라 서서히 보급되고 있다.

## 대표적인 음식

### 말레이의 음식
말레이 정통의 음식문화에서는 밥이 중요한 역할을 하고 있고 나머지가 반찬이라고 생각한다. 말레이의 음식이 인도네이시아의 음식과 공통점을 몇 개나 가지고 있는데 특히 수마트라지역이다. 중국계, 인도계와 타이사람으로부터 영향을 받고 특색있는 음식도 나왔다.

### 중국계의 음식
중국계 말레이시아사람은 주로 역사에서 말레이시아로 이주했던 중국인들의 자손인데 벌써 당지의 문화에 적응한 사람을 가리킨다. 그들이 당지사람의 요리문화를 받고 자기 특색한 음식을 만들었다.

## 같이 보기
- 말레이 요리
- 동남아시아 요리